# سرعت ویژه
سرعت ویژه، سرعت غیرمعمولی، (خاص) یا سرعت موردی (انگلیسی: Peculiar velocity) به سرعت یک جسم نسبت به یک چارچوب مرجع ثابت اشاره دارد - قابی که در آن معمولاً سرعت متوسط برخی از اجسام صفر است.

## اخترشناسی کهکشانی (درکهکشان راه شیری)
در اخترشناسی کهکشانی این حرکت یا سرعت به سرعت یک جسم؛ معمولاً یک ستاره، نسبت به به چارچوب ثابت کهکشانی اشاره دارد. اجسام محلی معمولاً از نظر بردارهای زاویه موقعیت و سرعت شعاعی مورد بررسی قرار می‌گیرند. اینها را می‌توان از طریق بردار اقلیدسی ترکیب کرد تا بتوان حرکت جسم نسبت به خورشید را نشان داد. سرعت‌های محلی اجرام گاهی بر حسب سطح سرعت ویژهٔ محلی (LSR) — میانگین حرکت محلی مواد در کهکشان — به جای چارچوب استراحت خورشید بیان می‌شود. در تبدیل بین صفحه استراحت محلی و قاب‌های استراحت خورشیدی نیاز به محاسبهٔ سرعت ویژهٔ خورشید در صفحه استراحت محلی دارد.

## کیهان‌شناسی
در کیهان‌شناسی فیزیکی نیز مفهوم حرکت یا سرعت ویژه استفاده می‌شود که اشاره به سرعت اجزای یک کهکشان در مقایسه با کم و زیاد شدن جریان هابل دارد.